# Rickard Eriksson
Rickard Eriksson, född 21 juli 1974 i Varberg, är en svensk entreprenör som är känd för att ha skapat webbcommunityn Lunarstorm.

## Biografi
Vid 15 års ålder startade Eriksson sin första BBS, kallad "Wayne’s World", sedermera "Planet Reebok". Efter att ha kommit i kontakt med internet för första gången såg han kommunikationsmöjligheterna och skapade Sveriges kanske första digitala community – Stajl Plejs – som han år 2000 bytte namn till Lunarstorm, uppkallat efter hans flickväns användarnamn på Stajl Plejs. Han byggde det mesta av communityn från grunden trots att han inte fann något nöje i programmering. Inledningsvis hade Eriksson ingen kommersiell tanke med Stajl Plejs utan han var främst intresserad av att samla människor och se hur de interagerar och att se vilka möjligheter och konflikter som uppstår. Under fyra år drev han webbplatsen utan några intäkter. Till vardags arbetade han på en webbyrå.
Efter ett tag blev trycket på Stajl Plejs så hårt att det kunde ta upp emot en halvtimme för de 43 000 användarna att logga in. Då bestämde sig Rickard Eriksson för att skaffa bättre servrar och omvandla det hela till en kommersiell verksamhet, Lunarstorm. Det första året hade Lunarstorm runt 700 000 medlemmar och som mest hade communityt 1,2 miljoner användare. En stor del av Sveriges ungdomar loggade in på sidan som kunde ha en halv miljon unika besökare per vecka.
Under åren har Rickard Eriksson medverkat rikligt i svensk och internationell press, tilldelats en rad priser, bland annat Guldmusen för årets IT-person.
Hösten 2006, på Lunarstorms tioårsdag, sålde och lämnade Eriksson företaget för att ägna sig åt andra projekt. Eriksson bor i Motala (läst 2013) .